# TVE (企業)
株式会社TVE（英: TVE Co.,Ltd.）は、発電所用バルブの製造・販売・保守の事業を行う企業。

## 沿革
- 1940年 - 虫印バルブ製造株式会社設立。
- 1942年 - 東亜バルブ株式会社に社名変更。
- 1953年 - 大阪店頭市場に株式公開。
- 1961年 - 大阪証券取引所2部上場。
- 1971年 - 東京証券取引所2部上場。
- 2000年 - 東亜バルブ株式会社と東亜エンジニアリング株式会社が、株式移転により株式会社トウアバルブグループ本社を設立。東亜バルブにかわり、東京証券取引所、大阪証券取引所各2部上場。
- 2008年 - 子会社の東亜バルブ株式会社が東亜エンジニアリング株式会社を吸収合併し、東亜バルブエンジニアリング株式会社に社名変更。
- 2010年4月1日 - 株式会社トウアバルブグループ本社が東亜バルブエンジニアリング株式会社を吸収合併し、東亜バルブエンジニアリング株式会社に社名変更。
- 2016年2月12日 - 株式会社キッツと資本業務提携。三菱商事株式会社にかわり、同社が筆頭株主となる。
- 2020年10月1日 - 株式会社TVEに商号変更[1]。
- 2022年1月 - 太陽電業株式会社を子会社化。
- 2022年3月 - 創業100周年を迎える。
- 2023年3月 - 西華産業株式会社と資本提携。

## グループ企業
- トウアサービス株式会社
- TVE GLOBAL ASIA PACIFIC Pte. Ltd.
- TVEリファインメタル株式会社
- 太陽電業株式会社